# Fonds Henry de Monfreid
Pour les articles homonymes, voir Monfreid.
En 2009, les héritiers Monfreid ont fait don à la Société de géographie d’une volumineuse documentation rassemblée par.Henry de Monfreid (1879-1974). Elle constitue le Fonds Henry de Monfreid, en dépôt au Département des cartes et plans de la Bibliothèque nationale de France,
Puis en 2018, les mêmes héritiers, par le biais de Guillaume de Monfreid, un des petits-fils d'Henry, ont choisi de donner le reste des archives aux Archives départementales de l'Aude Marcel-Rainaud, fonds composé de lettres, notes, journaux de bord, manuscrits, et de milliers de photographies,. Le fonds est inventorié sous la cote 176 J.
La Bibliothèque nationale de France a confié à Olivier Loiseaux, le soin de réaliser une exposition sur la vie et l'œuvre de l'écrivain, qui s'est tenue du 22 février au 3 avril 2011 sur le site François-Mitterrand.

## Description des fonds

### Bibliothèque nationale de France
Le fonds Monfreid comprend une partie de sa bibliothèque (ouvrages et revues de géographie), l’ensemble de sa correspondance, tant les lettres reçues que des copies de lettres expédiées, et tous ses carnets.
Par ailleurs, une vente de manuscrits autographes d'Henry de Monfreid a eu lieu à Paris le 7 avril 2011, par l'étude Binoche Giquello. À cette occasion, le département des Cartes et plans de la Bibliothèque nationale de France a pu acquérir après préemption le manuscrit complet de l'ouvrage Les secrets de la mer rouge, qui s'est ajouté au fonds.

### Archives départementales de l'Aude Marcel-Rainaud
Le classement des archives est en cours de réalisation.

### Sources
- «Henry de Monfreid à la BNF», numéro spécial de La Géographie. Terre des Hommes, n° 1539, hiver 2010.
- Fonds : Archives privées.  Cote : 176 J. Carcassonne : Archives départementales de l'Aude Marcel-Rainaud.